# Kranichsteiner Musikpreis
Der Kranichsteiner Musikpreis ist ein international renommierter Musikpreis. Er wurde 1952 anlässlich der Internationalen Ferienkurse für Neue Musik von der Stadt Darmstadt (Kranichsteiner Musikinstitut, heute: Internationales Musikinstitut Darmstadt) mit Unterstützung des Landes Hessen gestiftet. Der Name geht auf den Darmstädter Stadtteil Kranichstein zurück. Er galt anfangs als einziger Preis für Interpretationen zeitgenössischer Musik in Deutschland. Im Jahre 1972 wurde die Preisvergabe auf einen zweijährlichen Turnus umgestellt.
Der Preis wurde bis 1969 an Neue-Musik-Interpreten mehrerer, wechselnder Instrumente (Violine, Flöte, Klarinette, Violoncello, Schlagzeug) und Kammermusik vergeben, wobei Klavier alljährlich ausgeschrieben wurde. Seit 1972 ist der Preis in einen vielfältigen Interpretations- und einen neu hinzugekommenen Kompositionspreis aufgeteilt und findet nicht mehr als Musikwettbewerb statt, sondern wird als Prämie vergeben. Zuvor wurden mit wenigen Ausnahmen am Ende der Wettbewerbe sogenannte „Öffentliche Schlussvorspiele“ abgehalten, bei denen es regelmäßig zu Ur- und Erstaufführungen kam. Im Jahre 1952 gehörten zu den Pflichtstücken insbesondere Kompositionen der Moderne aus der ersten Hälfte des 20. Jahrhunderts u. a. Béla Bartók, Claude Debussy, Paul Hindemith, Darius Milhaud und Arnold Schönberg. 1959 ergänzte man den Kanon um Werke neuerer Prägung von Edgar Varèse, Karlheinz Stockhausen und Pierre Boulez.
Derzeit ist er mit 6.000 Euro, d. h. 3.000 Euro für Interpretation (Ensemble oder Solist) und 3.000 Euro für Komposition, dotiert. Seit 1982 werden außerdem Stipendien vergeben. Seit 2010 vergibt eine externe Jury, die nicht aus Dozenten der jeweiligen Ferienkurse besteht, den Kranichsteiner Musikpreis. 2016 waren dies Joanna Bailie, Thorbjørn Tønder Hansen und Eva Zöllner, 2018 Theresa Beyer, Joanna Bailie und Peter Veale. 

## Preisträger (Komposition)
| Jahr | Name                  | Land                   |
| ---- | --------------------- | ---------------------- |
| 1972 | Gillian Bibby         | Neuseeland             |
|      | Helmut Cromm          | Deutschland            |
|      | Martin Gellhorn       | Vereinigtes Königreich |
| 1974 | Moya Henderson        | Australien             |
|      | Johannes Göbel        | Deutschland            |
|      | Marc Monnet           | Frankreich             |
|      | Detlev Müller-Siemens | Deutschland            |
|      | Alvin Singleton       | Vereinigte Staaten     |
| 1976 | Ulrich Stranz         | Deutschland            |
| 1978 | Wolfgang Rihm         | Deutschland            |
| 1980 | Klarenz Barlow        | Indien                 |
|      | Hans-Karsten Raecke   | Deutschland            |
| 1982 | James Dillon          | Vereinigtes Königreich |
|      | Robert HP Platz       | Deutschland            |
| 1984 | Chris Dench           | Vereinigtes Königreich |
|      | Calin Ioachimescu     | Rumänien               |
|      | Bernardo Kuczer       | Argentinien            |
| 1986 | Richard Barrett       | Vereinigtes Königreich |
|      | Mario Garuti          | Italien                |
|      | Bunita Marcus         | Vereinigte Staaten     |
|      | Alessandro Melchiorre | Italien                |
|      | Kaija Saariaho        | Finnland               |
| 1988 | Klaus K. Hübler       | Deutschland            |
| 1990 | Joël-François Durand  | Frankreich             |
|      | Luca Francesconi      | Italien                |
|      | Roger Redgate         | Vereinigtes Königreich |
|      | Rodney Sharman        | Kanada                 |

| Jahr | Name                 | Land                   |
| ---- | -------------------- | ---------------------- |
| 1992 | Ignacio Baca-Lobera  | Mexiko                 |
|      | James Clarke         | Vereinigtes Königreich |
|      | Frank Cox            | Vereinigte Staaten     |
|      | Chaya Czernowin      | Israel                 |
|      | Eric Tanguy          | Frankreich             |
| 1994 | kein Preisträger     | -                      |
| 1996 | Marc André           | Frankreich             |
|      | Gerald Eckert        | Deutschland            |
|      | Motoharu Kawashima   | Japan                  |
|      | Isabel Mundry        | Deutschland            |
| 1998 | Mark Osborn          | Vereinigte Staaten     |
| 2000 | Valerio Sannicandro  | Italien                |
|      | Sebastian Claren     | Deutschland            |
|      | Jennifer Walshe      | Irland                 |
| 2002 | Nam-Kuk Kim          | Südkorea               |
|      | Martin Schüttler     | Deutschland            |
|      | Seth Wrightington    | Vereinigte Staaten     |
| 2004 | Hans Thomalla        | Deutschland            |
| 2006 | Tatjana Kozlova      | Estland                |
|      | Robin Hoffmann       | Deutschland            |
| 2008 | Jimmy López          | Peru                   |
|      | Marco Momi           | Italien                |
|      | Simon Steen-Andersen | Dänemark               |
| 2010 | Stefan Prins         | Belgien                |
| 2012 | Johannes Kreidler    | Deutschland            |
| 2014 | Ashley Fure          | Vereinigte Staaten     |
| 2016 | Celeste Oram         | Neuseeland             |
| 2018 | Oliver Thurley       | Vereinigtes Königreich |
|      | Martin Hirsti-Kvam   | Norwegen               |
|      | Sara Glojnarić       | Kroatien               |
| 2023 | Kari Watson          | Vereinigte Staaten     |